# 민족음악원
민족음악원은 전통문화와 예술을 연구하고 교육, 보존, 창작, 공연, 국악발전에 기여를 목적으로 2007년 7월 26일 설립된 대한민국 문화체육관광부 소관의 사단법인이다. 사무실은 충청남도 예산군 오가면 양막리 71-5 에 있다.

## 주요 사업
- 국악 및 사물놀이 전통계승 및 발전을 위한 사업
- 국악의 자료를 발굴 연구하여 체계화
- 국악 각 장르와의 협력과 교류
- 사물놀이 및 국악 교육을 위한 사업
- 사물놀이 및 국악의 세계진출과 국제교류
- 재외동포의 예술활동 지원 육성